# Emilio Madariaga
Emilio Madariaga y Rojo (La Coruña, 1887-Madrid, 1920) fue un escultor español.

## Biografía
Nació en la ciudad gallega de La Coruña el 24 de noviembre de 1887. Escultor perteneciente a la misma generación que Francisco Asorey, fue hermano del diplomático y escritor Salvador de Madariaga (eran once hermanos). Se formó en París, siendo quizás el único escultor gallego y uno de los pocos españoles que conoció y estudió la obra de Auguste Rodin directamente. Más tarde, obligado por la Primera Guerra Mundial se trasladó a Madrid.

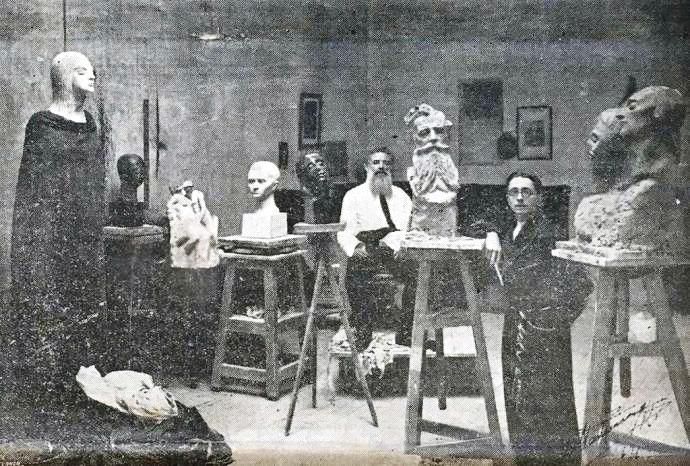
Madariaga en el estudio madrileño, rodeado de sus obras, con el médico Rodríguez y su busto.

Fue autor de obras como Amor divino, Alma castellana, un busto de su hermano (Museo de Bellas Artes de Asturias), Ingenua (Museo de Salamanca), Dolor, Retrato de un filósofo, Retrato del Sr. Cuervo, Dama eslava, Lujuria, Amor profano, o el busto del médico José Rodríguez Martínez, expuesto en la plaza de Ourense de La Coruña, entre otras.
Falleció prematuramente en Madrid, a la edad de treinta y tres años, el 18 de marzo de 1920.

## Imágenes de sus obras

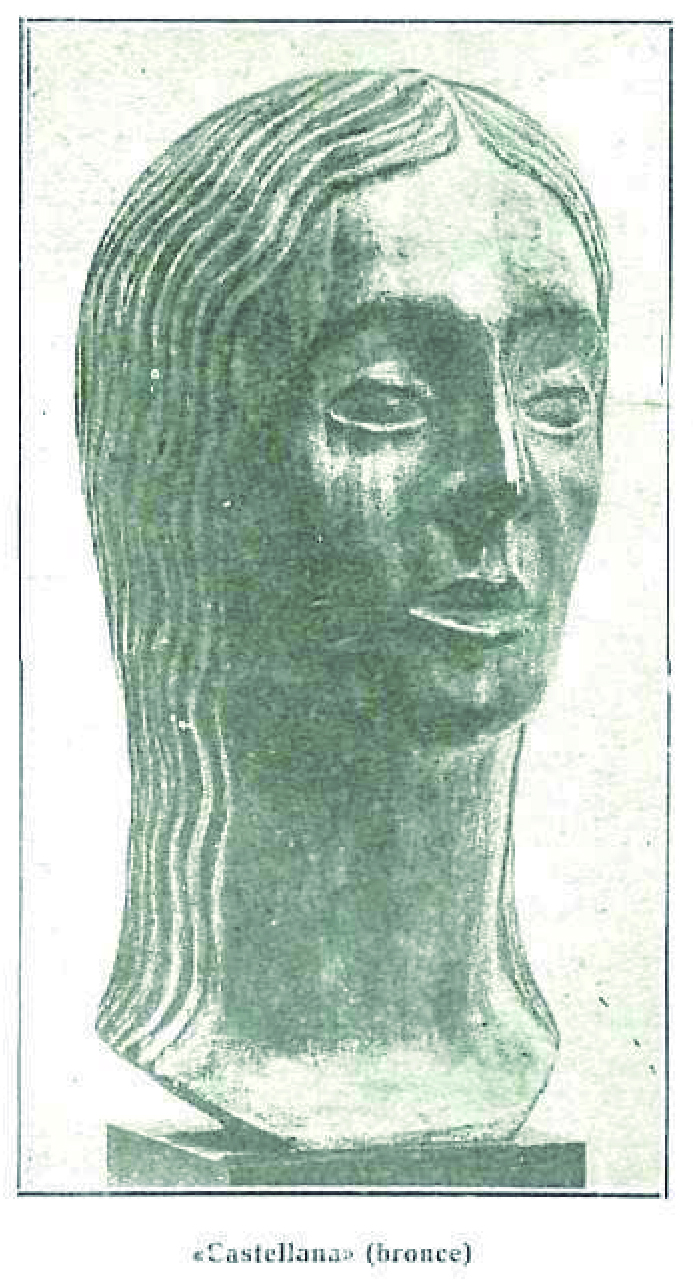
Castellana
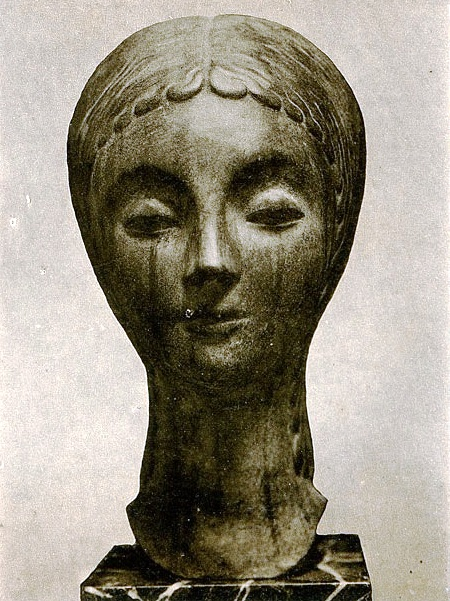
Ingenua
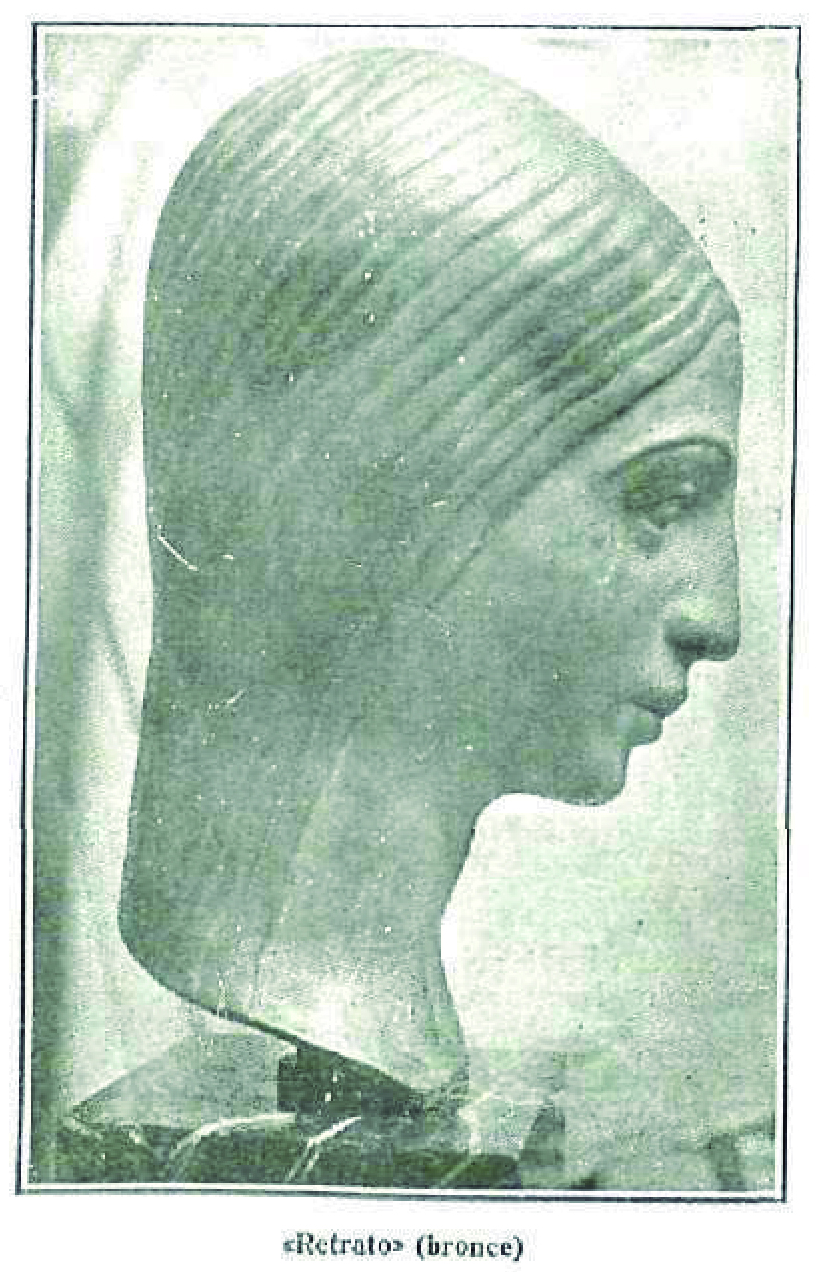
Retrato
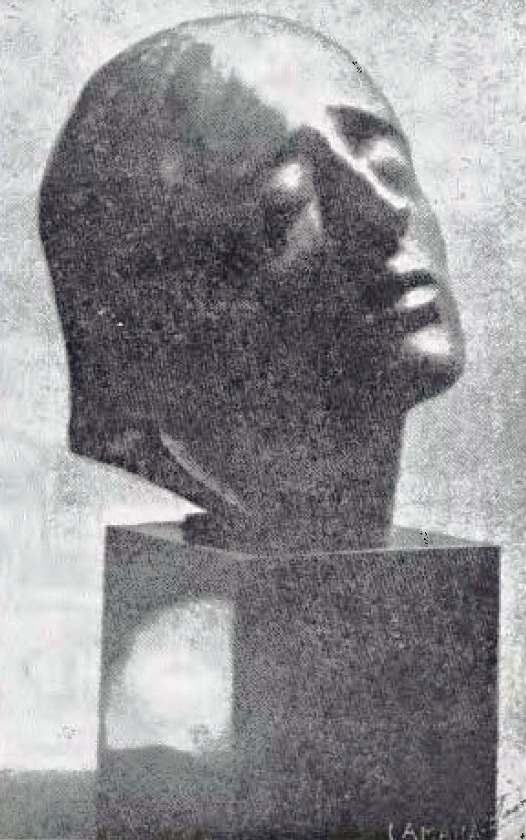
Dolor
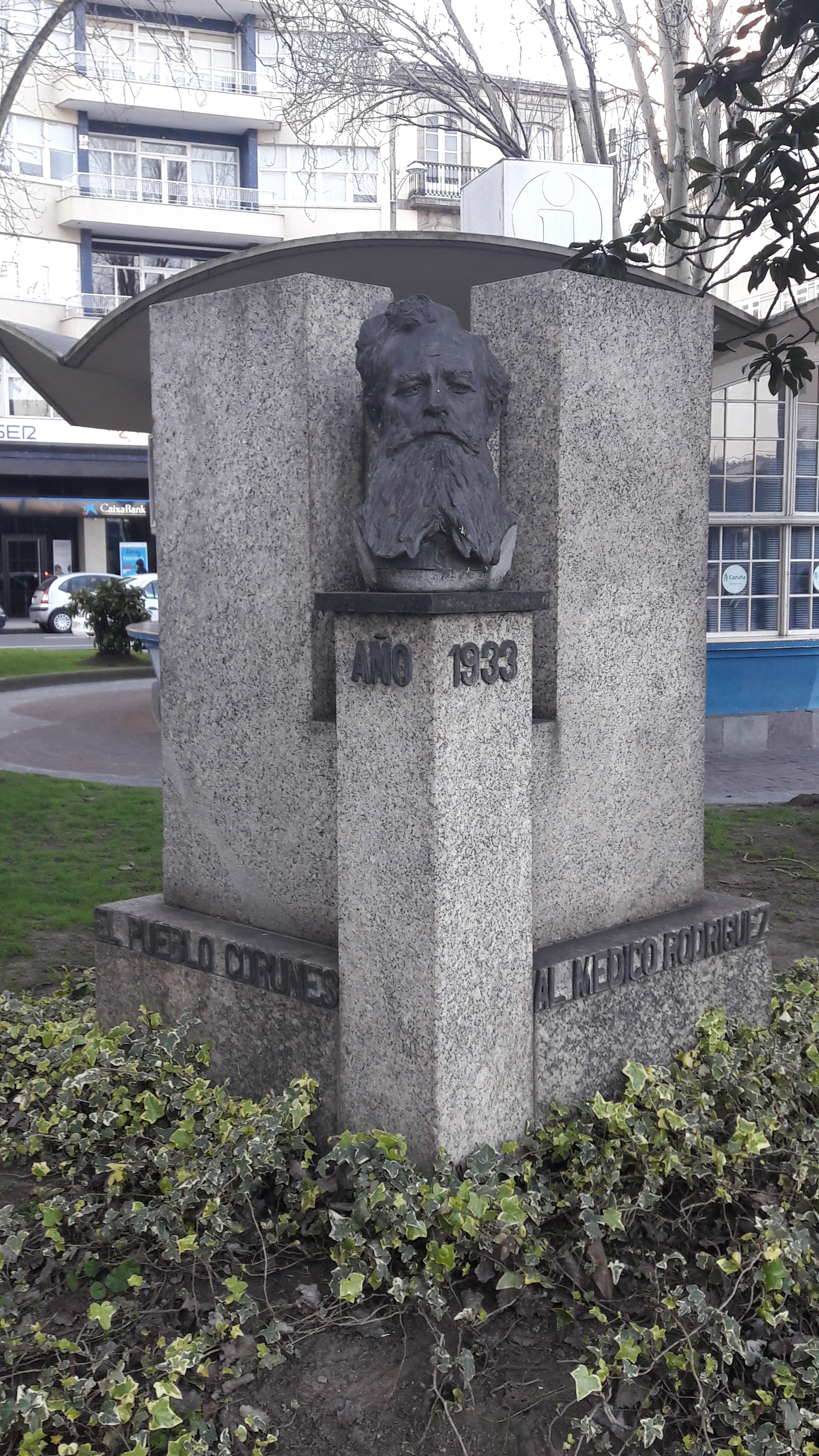
Al médico Rodríguez